# Asthenargus helveticus
Asthenargus helveticus là một loài nhện trong họ Linyphiidae.
Loài này thuộc chi Asthenargus. Asthenargus helveticus được Ehrenfried Schenkel-Haas miêu tả năm 1936.